# 卧龙泉镇
卧龙泉镇，是中华人民共和国辽宁省营口市盖州市下辖的一个乡镇级行政单位。

## 行政区划
卧龙泉镇下辖以下地区：
卧龙泉村、独甸村、金厂沟村、娘娘庙村、义和村、腰堡子村、北阳村、钱家河村和大寨村。